# Олимпийский комитет Словакии
Словацкий олимпийский и спортивный комитет (словац. Slovenský olympijský a športový výbor, SOŠV) — организация, представляющая Словакию в международном олимпийском движении. Основан в 1992 году; зарегистрирован в МОК в 1993 году.
Штаб-квартира расположена в Братиславе. Является членом МОК, ЕОК и других международных спортивных организаций. Осуществляет деятельность по развитию спорта в Словакии.
До 2018 года назывался Словацкий олимпийский комитет (словац. Slovenský olympijský výbor, SOV).